# Nevada megye (Arkansas)
Nevada megye az Amerikai Egyesült Államokban, azon belül Arkansas államban található. Megyeszékhelye és legnagyobb városa Prescott. Lakosainak száma 8310 fő (2020. április 1.). Nevada megye Ouachita, Columbia, Clark, Pike, Lafayette és Hempstead megyékkel határos.

## Népesség
A megye népességének változása:
| Lakosok száma | 8965 | 8993 | 8924 | 8799 | 8558 | 8310 |
|               | 2010 | 2011 | 2012 | 2013 | 2015 | 2020 |